# B-Reel Films
B-Reel Films (BR•F) är ett  filmproduktionsbolag grundat 1995 i Stockholm. BR•F var tidigare systerbolag till reklambyrån B-Reel men är nu en egen grupp. BR•F producerar reklamfilm, långfilm och TV, dokumentärer, varumärkesinnehåll och musikvideor med kontor i Los Angeles och Stockholm.

## Historia
BR•F växte fram ur det svenska tv-produktionsbolaget Spader Knekt – senare kallat St Paul – som grundades 1995 av Fredrik Heinig och två partners. 1999 grundade Pelle Nilsson, Anders Wahlquist och Petter Westlund det digitala produktionsbolaget B-Reel och Fredrik Heinig och Johannes Åhlund (som då var delägare i St Paul) blev delägare i bolaget.
2009 startade de alla tillsammans ett nytt filmproduktionsbolag, B-Reel Films. Idag är B-Reel och B-Reel Films två separata grupper med två olika ägarkonstellationer.

## Uppmärksammade projekt
- Darling (film från 2007)
- Palme (dokumentärfilm från 2012)
- Hotell (film från 2013)
- Tjuvheder (film från 2015)
- Innan vi dör (TV-serie 2017-2019)
- Mannen som lekte med elden (dokumentärfilm från 2018)
- Bergman – ett år, ett liv (dokumentärfilm från 2018)
- Euphoria (film från 2018)
- Goliat (film från 2018)
- X&Y (film från 2018)
- Midsommar (film från 2019)
- Greta (dokumentärfilm från 2020)
- Thunder in my heart (TV-serie från 2021)[3]

- Jag är Zlatan (film från 2021)[4]
- Agatha Christies Hjerson (TV-serie från 2021)[5]
- Knutby (TV-serie 2021)[6]
- Lena (dokumentär 2021)[7]

## Priser och utmärkelser
BR•F har bland annat vunnit EFA-statyetten (European Film Awards), flera Cannes Lions Grand Prix, en Emmy och över ett dussin Guldbaggar.